# Chiesa di San Francesco da Paola (Fierozzo)
La chiesa di San Francesco da Paola è una chiesa cattolica situata a Oubernroudler, località del comune di Fierozzo in provincia di Trento; è sussidiaria dell'omonima parrocchia (che ha sede nella chiesa della Madonna Ausiliatrice e di San Giovanni Bosco, a San Francesco) e fa parte dell'arcidiocesi di Trento.

## Storia

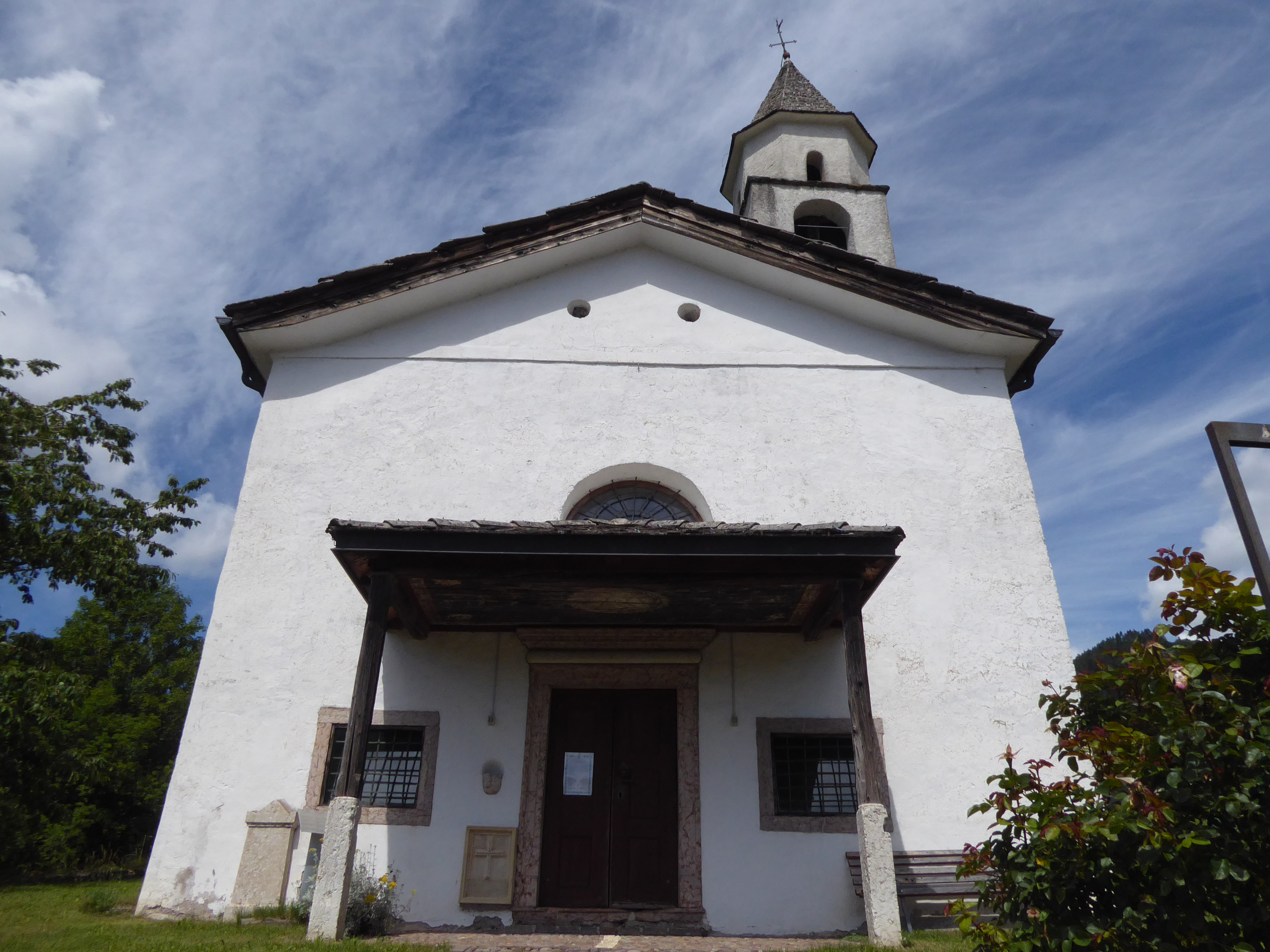
Facciata

La chiesa è seicentesca, citata per la prima volta in un documento del 1696 che la dice di recente costruzione, e dal 1708 è affiancata dal cimitero; prima della sua fondazione i fedeli si servivano dell'antica chiesa di San Lorenzo, che era tuttavia lontana e scomoda da raggiungere (di essa restano solo pochi ruderi). 
Il 17 settembre 1748 venne eretta a curazia e le vennero concessi il fonte battesimale e la custodia eucaristica, quindi venne elevata a parrocchia da Carlo De Ferrari il 15 novembre 1959. Verso il 1966 venne ultimata la costruzione di una nuova chiesa parrocchiale in località San Francesco, dedicata alla Madonna Ausiliatrice e a San Giovanni Bosco; la vecchia chiesa venne quindi ridotta a sussidiaria, anche se la parrocchia mantiene la sua intitolazione.
L'edificio, mai sottoposto ad adeguamento liturgico, è stato restaurato nel 1979 e nel 2003.

## Descrizione

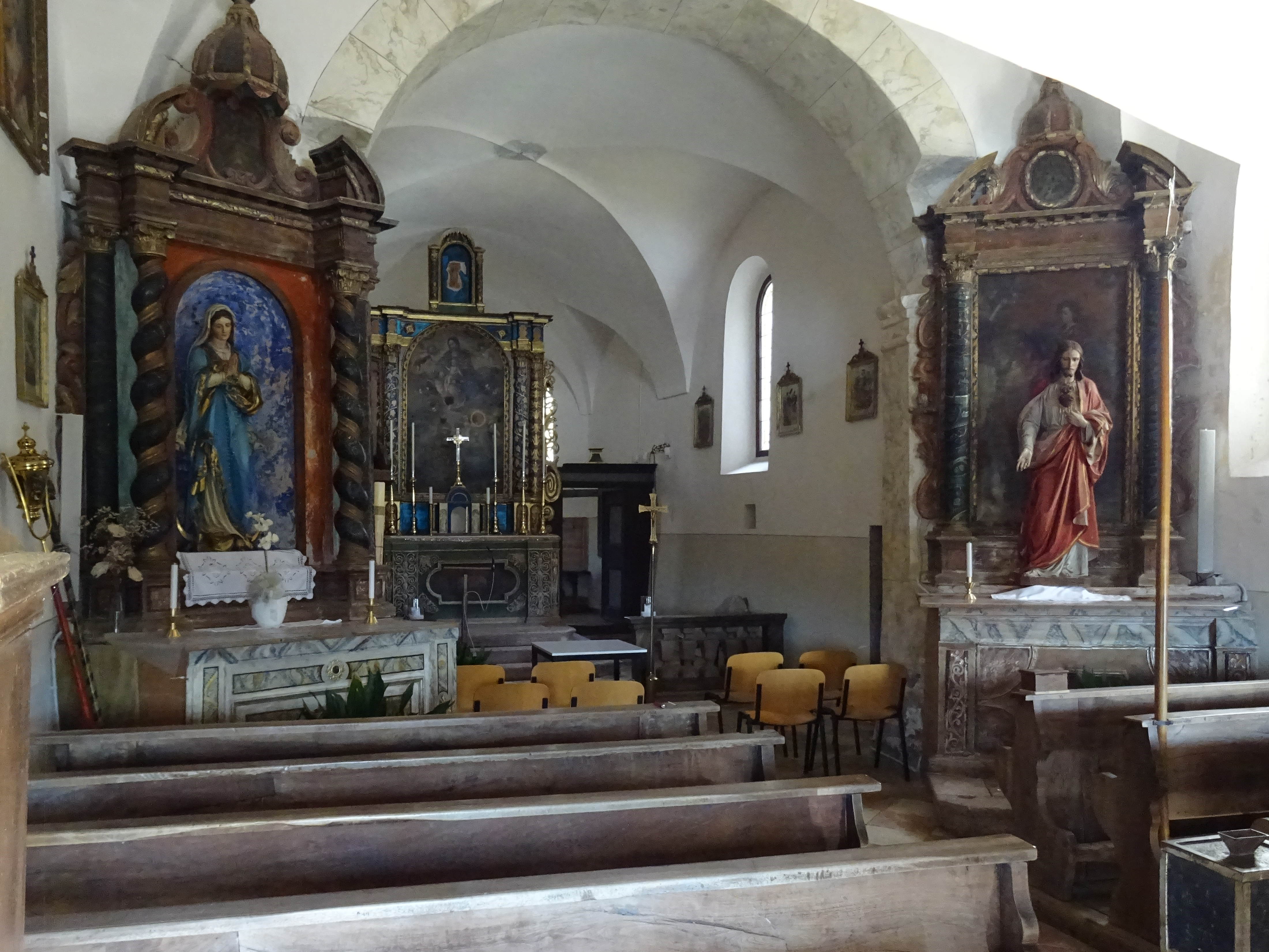
Interno

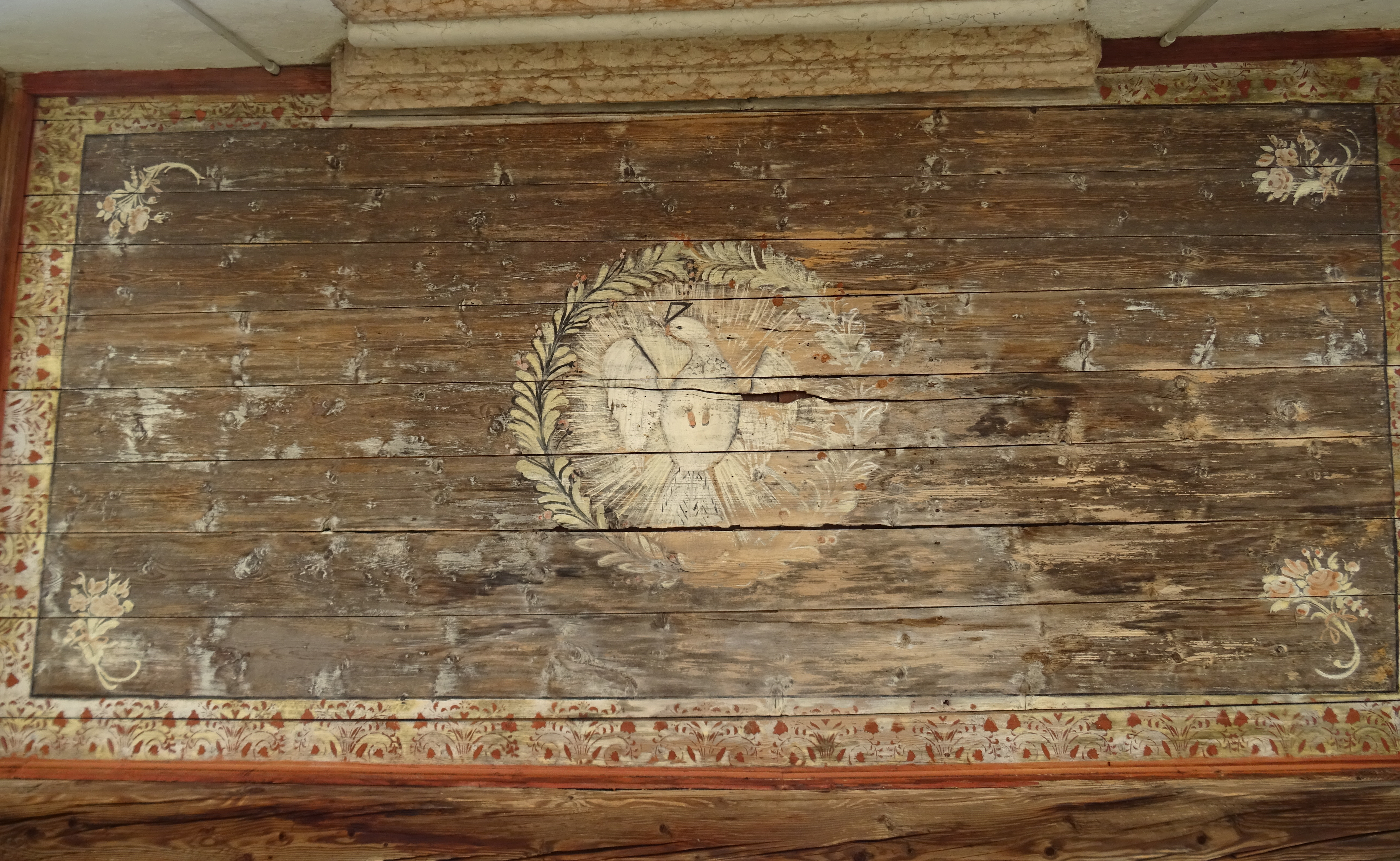
La colomba dello Spirito Santo dipinta sotto la tettoia

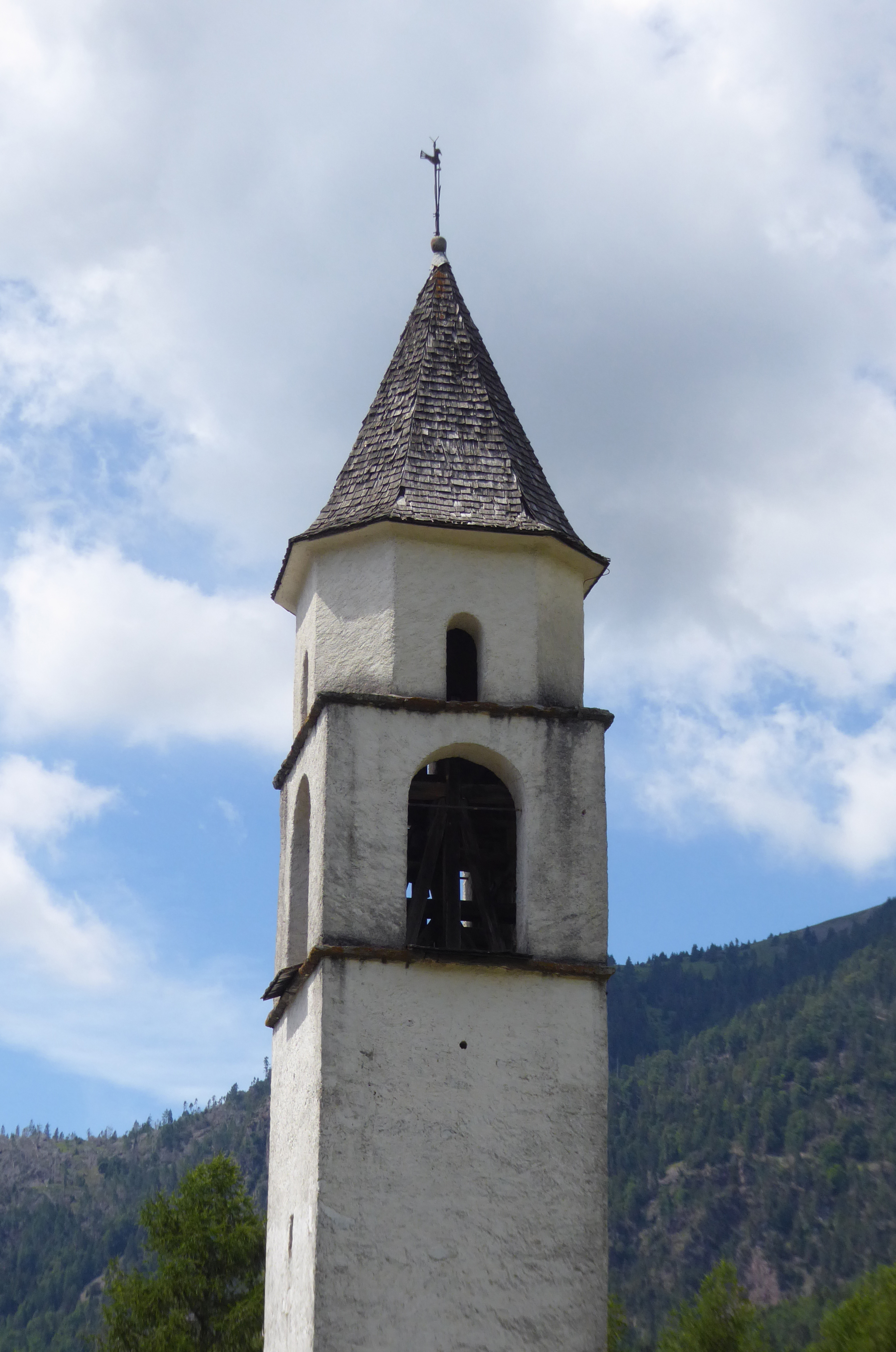
Il campanile

### Esterno
La chiesa, orientata a est, sorge nel maso di Oubernroudler ("Rodler di Sopra") a Fierozzo in val dei Mocheni, in posizione eminente e circondata dal camposanto. Si presenta con facciata a capanna, aperta dal portale d'accesso architravato e da due finestre rettangolari ai suoi lati, il tutto riparato sotto una tettoia in legno, sotto alla quale è dipinta la colomba dello Spirito Santo circondata da una corona di fiori; appena sopra la tettoia si apre una finestra a lunetta, e nel timpano due aperture circolari affiancate. Le coperture, a doppia falda sulla navata e più falde sul resto, è coperto con tegole in pietra.
Sul fianco destro si erge il campanile in muratura, a base quadrata, con varie feritoie specie lungo il fianco meridionale; la cella campanaria e il tamburo ottagonale sono entrambi dotati di quattro monofore ciascuno; il tetto è in scandole di legno, piramidale, con otto falde leggermente ricurve.

### Interno
L'interno si apre con un'unica navata voltata a botte unghiata; segue il presbiterio, voltato a crociera, e quindi l'abside poligonale con volta a vela. Oltre a quelle della facciata sono presenti quattro finestre, tutte centinate: due sul lato destro (in navata e presbiterio), e due nell'abside; sempre sul lato destro si trova anche l'accesso per il campanile.
L'altare maggiore, opera lignea settecentesca purtroppo saccheggiata, è dedicato a san Francesco di Paola; quelli laterali ospitano statue del Sacro Cuore di Gesù, probabilmente ottocentesca, e dell'Immacolata; è inoltre presente un confessionale con incorporato un pulpito.